# Swansea (Australië)
Swansea is een stad in het hart van de oostkust van Tasmanië, aan de noordwestkust van Great Oyster Bay en kijkt uit over het Freycinet National Park . Het was de eerste gemeente in Australië die werd opgericht na Hobart en Sydney. Bij de 2021 census had Swansea 997 inwoners.
De stad werd opgericht in 1821 en vierde in 2021 haar 200ste verjaardag.

## Geschiedenis
De eerste Europeaan die het gebied van Swansea verkende, was kapitein John Henry Cox die van Engeland naar Sydney zeilde. Hij voer met zijn schip (Mercury) langs de oostkust van Tasmanië. Op 3 juli 1789, nadat hij had gehoord van enorme kolonies zeehonden in het gebied, zeilde hij langs de westelijke oever van Maria-eiland en een stuk water in dat hij Oyster Bay noemde.
Swansea ontstond in 1821 toen George Meredith, zijn familie en arbeiders arriveerden uit Pembrokeshire, Wales. Meredith kreeg van luitenant gouverneur William Sorell toestemming om te boeren in het gebied rond Oyster Bay. Het land werd ontwikkeld en geschikt gemaakt voor seizoensgewassen en graasdieren en er werden een leerlooierij en korenmolen opgericht aan de rivier de Meredith. Op nabijgelegen eilanden werden ook walvisvangststations opgezet om de export van walvistraan mogelijk te maken.

Swansea heette oorspronkelijk Great Swanport. Meredith bouwde het ouderlijk huis (Cambria) dat nu in particuliere handen is. Er zijn nog andere belangrijke gebouwen in de stad, waaronder Morris' General Store, die al meer dan 100 jaar eigendom is van en wordt gerund door de familie Morris. De Swansea Bark Mill verwerkte in de koloniale tijd zwarte acaciaschors dat gebruikt werd in de leerlooierij is nu een gecombineerd museum, taverne en bakkerij. Schouten House, een vroeg Victoriaans koloniaal huis (gebouwd in 1844) is nu een hotel.

## Dieren in het wild
Swansea is de thuisbasis van kolonies dunbekpijlstormvogels (schapenvogels) en dwergpinguïns. In het nabijgelegen Freycinet National Park leven buidelmarters, wallaby's, inheemse microvleermuizen, opossums en Tasmaanse duivels. Voor de kust komen er dolfijnen, walvissen en zeehonden voor.

## Demografie
Volgens de volkstelling van 1996 telde de stad 495 inwoners. Van de bevolking was 25,1% ouder dan 65 jaar, waarmee het de Tasmaanse stad is met het grootste percentage 65-plussers.

## Verkeer en vervoer

### Wegverkeer
Swansea ligt aan de A3 (Tasman Highway) die Hobart via de oostkust verbindt met Launceston.
De B34 (Lake Leake Road) gaat vanaf Swansea landinwaarts naar Lake Leake en Campbell Town.

### Openbaar vervoer
De buslijnen van Hobart naar Bicheno van Tassielink stoppen ook in Swansea. De belangrijkste bushalte ligt op de Victoria Street.

## Bezienswaardigheden
- East Coast Anglican - Swansea (All Saints) (Anglicaanse kerk)
- Our Lady of Perpetual Succour Catholic Church (Katholieke kerk)
- East Coast Heritage Museum
- East Coast Harvest Odyssey (ECHO)-festival[3]